# Giovanni Francesco Banchieri
Giovanni Francesco Banchieri, né le 23 septembre 1694 à Pistoia, dans le Grand-duché de Toscane et mort dans la même ville le 18 octobre 1763, est un cardinal italien  du XVIIIe siècle. Il est un neveu du cardinal Antonio Banchieri.

## Biographie
Giovanni Francesco Banchieri exerce diverses fonctions au sein de la Curie romaine, notamment trésorier général de la Chambre apostolique à partir de 1747.
Le pape Benoît XIV le crée cardinal-prêtre lors du consistoire du 26 novembre 1753. Il est légat apostolique à Ferrare de 1754 à 1761. Il participe au conclave de 1758, lors duquel Clément XIII est élu pape. 

### Sources
- Fiche du cardinal Giovanni Francesco Banchieri sur le site fiu.edu